# Mother Mother
Mother Mother est un groupe canadien de rock indépendant, originaire de Vancouver, en Colombie-Britannique. Il est composé de cinq membres : Ryan Guldemond, Molly Guldemond, Jasmin Parkin, Mike Young et Ali Siadat.

## Historique

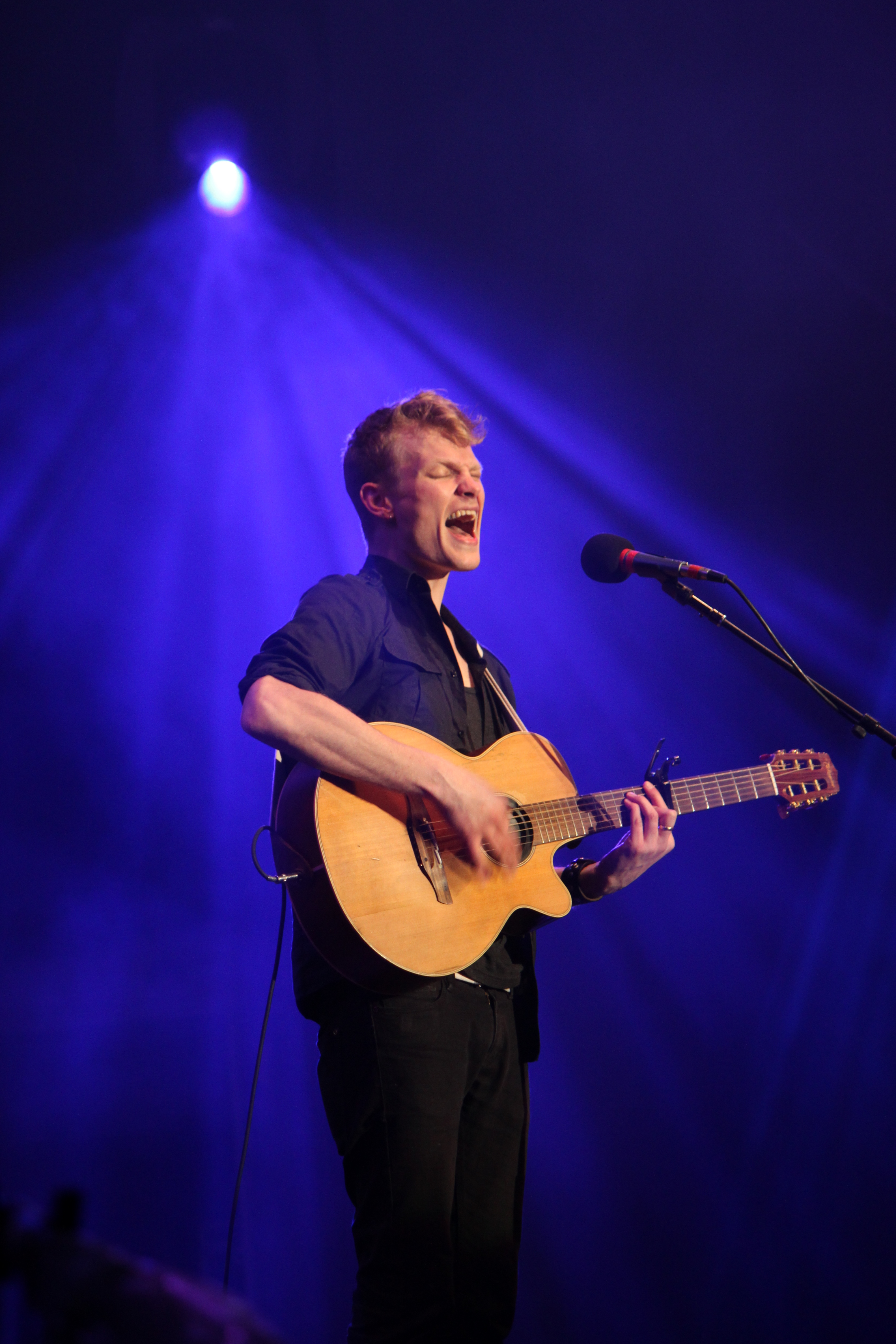
Ryan Guldemond.

Le groupe est formé en janvier 2005 à Vancouver. Ryan Guldemond, qui était à cette époque hébergé par sa sœur Molly, commence à jouer avec elle et Debra-Jean Creelman, une ancienne camarade de son école de musique. Ryan Guldemond est le compositeur principal de toutes les chansons du groupe.
Ce premier groupe, à l'époque appelé Mother, jouait dans les bars de Vancouver, avant d'être rejoints par Kenton Loewen à la batterie et Jeremy Page à la basse. Ils sortent un premier EP auto produit, qui attire l'attention de la presse : le Vancouver Province fait figurer le groupe dans leur top 5 des groupes à suivre en 2007. Ils jouent progressivement sur des scènes de plus en plus prestigieuses: ils jouent par exemple au Festival international de jazz de Montréal et au festival Pop Montréal. Après ce dernier, ils signent un contrat avec un label canadien, Last Gang. Le label les fait changer de nom pour Mother Mother pour des raisons légales: plusieurs groupes s'appelaient déjà Mother. À cette occasion, ils sortent une réédition de leur premier album, sous le nom de Touch Up.
Ali Siadat remplace Kenton Loewen à la batterie en 2008, Debra-jean Creelman est quant à elle remplacée par Jasmin Parkin après son départ du groupe.
Le groupe enregistre O My Heart avec le même producteur que pour Touch Up, Howard Redekopp. L'album est sorti le 16 septembre 2008. Trois singles sont issus de cet album: O My Heart, Body of Years et Hayloft). O My Heart est classé dans le top 5 des meilleurs albums de 2008 par iTunes Canada.
Leur troisième album, Eureka, est sorti le 15 mars 2011. C'est Ryan Guldemond lui-même qui a produit cette œuvre, aidé par l'ingénieur du son Mike Fraser, connu pour avoir travaillé avec AC/DC et Franz Ferdinand. Le premier single issu de cet album est The Stand. L'aspect visuel est important pour le groupe et doit refléter l'humeur et le message de leur musique. Molly est aussi graphiste, c'est elle qui a réalisé les pochettes des trois albums de la formation.

## Membres

### Membres actuels
- Ryan Guldemond - chant, guitare
- Molly Guldemond - chant, claviers
- Jasmin Parkin - chant, claviers
- Mike Young - Basse
- Ali Siadat - batterie

### Anciens membres
- Kenton Loewen - batterie
- Debra-Jean Creelman
- Jeremy Page - basse

## Discographie

### Albums studio
- 2007 : Touch Up (en) (Last Gang Records)
- 2008 : O My Heart (en) (Last Gang Records)
- 2011 : Eureka (en) (Last Gang Records)
- 2012 : The Sticks (en) (Last Gang Records)
- 2014 : Very Good Bad Thing (en) (Last Gang Records)
- 2017 : No Culture (en) (Last Gang Records)
- 2018 : Dance and Cry (en) (Last Gang Records)
- 2021 : Inside (en) (Mother Mother Music)
- 2024 : Grief Chapter (en) (Warner Music)
- 2025 : Nostalgia (en) (Parlophone Warner)